# Paragomphus magnus
Paragomphus magnus – gatunek ważki z rodziny gadziogłówkowatych (Gomphidae).